# Федерация футзала Узбекистана
Федерация футзала Узбекистана (узб. Oʻzbekiston futzal federatsiyasi) — организация, контролирующая и управляющая футзалом в Узбекистане. Занимается проведением национальных чемпионатов, кубков и других соревнований, управлением женскими и мужскими сборными, а также поддержкой, развитием и популяризацией мини-футбола и пляжного футбола.

## История
В 2001–2002 годах она функционировала как Федерация мини-футбола (футзала) Узбекистана, в 2004–2017 годах — Федерация футзала Узбекистана, в 2017–2025 годах — Ассоциация футзала Узбекистана. 1 января 2025 года была создана и начала свою деятельность как отдельная организация.
Проведение соревнований по мини-футболу в Узбекистане (Чемпионат, Кубок и т.д.) курировалось Профессиональной футбольной лигой Узбекистана с 2017 по 2025 год.

## Цели и задачи
Проведение в Узбекистане спортивных соревнований по мини-футболу (футзалу);
Популяризация и пропаганда мини-футбола (футзала), защита его интересов и ценностей;
Организация курсов по повышению квалификации футболистов, тренеров, арбитров, и специалистов по футзалу;
Поддержка информационной, научно-методической и технической базы футзала;
Всесторонняя поддержка членов Ассоциации, ветеранов футзала, футболистов, тренеров, арбитров, а также каждого человека, деятельность которого направлена на развитие футзала в стране, повышения его авторитета во внутренней и международной арене.

## Руководство
Юрист и предприниматель, основатель и председатель наблюдательного совета компании "BMB Holding" Бекзод Маматкулов, избран председателем Федерации футзала Узбекистана 25 декабря 2024 года.

### Тренерский совет
Александр Геннадьевич Петров – председатель совета, главный тренер мини-футбольного клуба АГМК.
Баходир Юлдошбоевич Ахмедов – заместитель председателя совета, главный тренер футзального клуба «Джизак-Кентекс».
Нодир Бахадырович Элибаев (узб. Nodir Eliboyev) – член совета, главный тренер сборной Узбекистана по футзалу.
Абдулла Садуллаевич Буриев – член совета, главный тренер мини-футбольного клуба «Бунёдкор».
Константин Александрович Свиридов – член совета, главный тренер молодежной сборной Узбекистана по футзалу.
Фузулий Фуркатович Хайруллаев — член совета, главный тренер мини-футбольного клуба «Oil Star».
Шухрат Фархадович Тоджибаев — член совета, главный тренер футзального клуба «Пахтакор».
Ахаджон Ахмаджонович Юсупов — член правления, главный тренер мини-футбольного клуба «Локомотив».
Фаррух Юсупович Закиров – член совета, главный тренер женской сборной Узбекистана по футзалу.
Дильшод Мамараимович Хайдаркулов – член совета, главный тренер мини-футбольного клуба «Динамо».
Рустам Акилжанович Зупаров – секретарь совета, начальник Управления по работе со сборными Федерации футзала Узбекистана.
Джахангир Забихуллаевич Рахматуллаев – начальник отдела по организации и проведению соревнований.
Гайрат Маратович Азизходжаев – начальник отдела международных связей и маркетинга.
Ойбек Неъматжонович Юнусов – начальник отдела по работе со СМИ и социальными сетями.

## Соревнования под юрисдикцией

### Чемпионат Узбекистана по футзалу (мини-футболу)
Основной дивизион чемпионата Узбекистана по футзалу. В нем примут участие сильнейшие сборные страны по мини-футболу.
Проводится с 2007 года.

### Кубок Узбекистана по футзалу
Кубок Узбекистана по футзалу — ежегодное соревнование, в котором принимают участие команды Высшей лиги по футзалу и Первой лиги по футзалу.

### Первая лига Узбекистана по футзалу
В Первой лиге участвуют профессиональные и полупрофессиональные команды по мини-футболу. Клубы будут соревноваться в Первой лиге по футзалу, чтобы заработать место в Высшей лиге. Количество команд в Первой лиге по футзалу – 10.

### Чемпионат по футзалу среди юношей до 18 лет
Чемпионат по футзалу среди команд до 18 лет был учрежден в 2022 году. Соревнование организовано с участием команд игроков в мини-футбол в возрасте до 18 лет из клубов Высшей лиги мини-футбола и является одним из условий процесса лицензирования Азиатской футбольной конфедерации.

## Спонсоры
С 2021 года инвестиционно-консалтинговая компания BMB Holding выступает спонсором соревнований по мини-футболу в Узбекистане . В 2010 году Саноаткурилишбанк начал спонсировать футзал. В то же время под эгидой банка был создан мини-футбольный клуб. 6 марта 2025 года компания Orient Ceramic, производитель фарфорной и керамической плитки в Узбекистане, стала официальным спонсором Федерации футзала Узбекистана.